# Циммер, Генрих Фридрих
Это статья о кельтологе (1851—1910). Об индологе (1890—1943) см. Циммер, Генрих Роберт.
Генрих Фридрих Циммер (нем. Heinrich Friedrich Zimmer; 11 декабря 1851, Кастеллаун — 29 июля 1910, Ханенклее) — немецкий кельтолог и индолог.

## Биография
Родился в крестьянской семье в Кастеллауне (сейчас в земле Рейнланд-Пфальц) в западной Германии, изучал древние языки в Университете Страсбурга; затем индологию и санскрит под руководством Рудольфа фон Рота в Университете Тюбингена. В 1878 Циммер стал лектором в Университете Фридриха-Вильгельма в Берлине; одним из его учеников был юный Фердинанд де Соссюр. В 1881 году Циммер начал преподавать санскрит и сравнительное языкознание в Грайфсвальдском университете. Циммер владел как древними, так и современными кельтскими языками: неоднократно бывал на Аранских островах, где выучил современный ирландский, а также в Уэльсе. Серия работ Циммера по кельтологии (Keltische Studien) публиковалась в различных немецких научных журналах.
В 1901 году Циммер стал профессором кельтских языков в университете Фридриха-Вильгельма; это была первая должность такого рода в Германии; его самым знаменитым студентом там был Рудольф Турнейзен. В 1902 году он был избран членом Прусской академии наук, а в 1906-м — членом-корреспондентом Баварской академии наук и искусств.
В 1910 году Генрих Циммер совершил самоубийство, утопившись в пруду. Причиной самоубийства послужило нервное заболевание, которое усилилось в результате многочисленных научных дискуссий, в которых Циммер принимал участие, а также после пожара, уничтожившего в 1903 году библиотеку учёного. Вдова Циммера запретила сыновьям заниматься кельтологией. Заведующим кафедрой кельтологии после Циммера стал Куно Мейер. В 1911 году библиотека Циммера была приобретена Дублинским университетским колледжем.

## Избранные работы
- Die nominalsuffixe a and â in den germanischen Sprachen (Strassburg: K. J. Trübner, 1876)
- Keltische Studien (Berlin: Weidmann, 1881) онлайн
- Ueber die Bedeutung des irischen Elements für die mittelalterliche Kultur (Preussische Jahrbücher, 1887; translated by Jane Loring Edmands as The Irish Element in Mediaeval Culture, New York: Putnam, 1891)
- Nennius vindicatus. Über entstehung, geschichte und quellen der Historia Brittonum. Berlin, 1893 онлайн
- Pelagius in Irland: texte und untersuchungen zur patristischen litteratur. Berlin, 1901 онлайн
- The Celtic church in Britain and Ireland / Transl. by A. Meyer. London, 1902 онлайн